# Ректоры Вильнюсского университета и его предшественников

## Академия и университет виленский Общества Иезуитов (1579—1773)
- 1579—1580 Якуб Вуек,
- 1580—1582 Пётр Скарга (1579—1580 гг. — вице-ректор),
- 1585—1592 pl:Garcia Alabiano (1584-1585 гг. — вице-ректор),
- 1592—1595 lt:Fridrichas Barčas,
- 1595—1600 lt:Leonardas Krakeris,
- 1600—1602 lt:Paulius Bokša (1582—1584 гг. — вице-ректор),
- 1602—1605 lt:Adomas Brokas,
- 1605—1608 lt:Mykolas Ortizas,
- 1609—1611 lt:Stanislovas Vlošekas,
- 1611—1614 lt:Simonas Niklevičius,
- 1615—1618 lt:Mykolas Salpa (1614—1615 гг. — вице-ректор),
- 1618—1625, 1641—1643 lt:Jonas Gruževskis,
- 1625—1629 lt:Simonas Niklevičius,
- 1629—1632 lt:Pilypas Frizijus,
- 1632—1637 lt:Simonas Ugnievskis,
- 1638—1641 lt:Merkelis Šmelingas,
- 1643—1646 lt:Benediktas de Sokso,
- 1646—1649 lt:Voicechas Ceciševskis,
- 1649—1650 lt:Jonas Rivockis (вице-ректор),
- 1650—1653 lt:Grigalius Šionhofas,
- 1653—1655 Виюк-Коялович, Альберт,
- 1656—1657 Лауксмин, Сигизмунд (вице-ректор),
- 1659—1661 Kazimieras Kojelavičius (1657—1659 гг. — вице-ректор),
- 1661—1663 lt:Mykolas Ginkevičius,
- 1663—1666 lt:Danielius Butvilas,
- 1666—1669 lt:Andriejus Valavičius,
- 1669—1672 lt:Stanislovas Tupikas,
- 1672—1675 lt:Baltazaras Rogalskis,
- 1675—1678 lt:Paulius Bochenas,
- 1678—1681, 1691—1694 lt:Andriejus Ribskis,
- 1681—1683 lt:Vladislovas Rudzinskis,
- 1683—1684 lt:Mykolas Mazoveckis,
- 1684—1688 lt:Petras Kitnovskis,
- 1688—1691 lt:Pranciškus Kucevičius,
- 1694—1697 lt:Baltazaras Dankvartas,
- 1697—1701 lt:Kristupas Losievskis,
- 1701—1704 lt:Jokūbas Hladovickis,
- 1704—1705 lt:Martynas Godebskis (вице-ректор),
- 1705—1710, 1716—1720, 1721—1724 lt:Tobijas Arentas,
- 1710—1713 lt:Motiejus Karskis,
- 1713—1716 lt:Kristupas Limontas,
- 1720—1721 lt:Kristupas Garšvila,
- 1724—1727, 1731—1735 lt:Stanislovas Sokulskis,
- 1727—1731, 1741—1745 lt:Vladislovas Daukša,
- 1735—1738 lt:Karolis Bartoltas,
- 1738—1741 Йозеф Садовский[1],
- 1745—1752 lt:Pranciškus Rosciševskis,
- 1752—1755 lt:Jonas Juraga-Giedraitis,
- 1755—1759 lt:Martynas Bžozovskis,
- 1759—1760 lt:Stanislovas Haslovskis (вице-ректор),
- 1760—1763, 1774—1779 lt:Ignacas Žaba,
- 1763—1766 lt:Kazimieras Vazgirdas,
- 1766—1769 lt:Kazimieras Pšeciševskis,
- 1769—1772 lt:Juozapas Jankovskis,
- 1772—1774 lt:Antanas Skorulskis.

## Главная виленская школа
- 1779—1780 Жилибер, Жан Эммануэль,
- 1780—1799 Почобут-Одляницкий, Мартин,
- 1799—1806 Стройновский, Иероним.

## Императорский Виленский университет
- 1807—1815 Снядецкий, Ян,
- 1815—1817 Лёбенвейн, Иоганн (исполнявший обязанности),
- 1817—1822 Малевский, Шимон,
- 1822—1823 Боянус, Людвиг Генрих,
- 1823—1824 Твардовский, Осип Петрович (Juozapas Tvardovskis, Józef Twardowski; 1786—1840);
- 1824—1832 Пеликан, Вацлав.

## УСБ, ВУ, ВГУ, ВУ[2]
- Михал Седлецкий 1919—1921
- Виктор Станевич 1921—1922
- Альфонс Парчевский 1922—1924
- Владислав Дзевульский 1924—1925
- Мариан Здзеховский 1925—1927
- Станислав Пигонь 1927—1928
- Чеслав Фальковский 1928—1930
- Александр Янушкевич 1930—1932
- Казимир Опочинский 1932—1933
- Витольд Станевич 1933—1936, 1937
- Владислав Яковицкий 1936—1937
- Александр Вуйцицкий 1937—1939
- Стефан Эренкройц 1939

- Миколас Биржишка 1940—1943

- Казис Белюкас 1944—1946
- Зигмас Жямайтис 1946—1948
- Йонас Бучас 1948—1956
- Юозас Булавас 1956—1958
- Йонас Кубилюс 1958—1990
- Роландас Павилёнис 1990—2000
- Бенедиктас Юодка (2001—2002 и. о.) 2002—2012
- Юрас Банис (2012—2015 и. о.)
- Артурас Жукаускас (2015—2020)[3][4]
- Римвидас Петраускас (избран 22 января 2020 года[5])